# Causa prima
Causa prima (ook prima causa, primum movens) is een Latijnse term binnen de scholastieke filosofie voor het begrip eerste oorzaak. Binnen de scholastieke filosofie bestaat alles uit zijn (wezen), omdat alles dat zijnde is teruggaat naar een ouder zijn, moet er ergens een oorsprong zijn van al het zijnde, anders is het universum oneindig, dus wordt een tijdloze en oneindige God als eerste oorzaak aangegeven door aristotelische theologen zoals Thomas van Aquino.

## Verwijzingen
- (en)  Encyclopedia Britannica - First Cause